# Артеміїв Олександр
Олександр Артеміїв (Артем'єв, Артемьєв, Артемів) (1 липня (або 7 квітня) 1891, м. Грайворон, Богодухівський повіт, Харківська губернія, тепер Білгородська область, РФ – після 15.10.1927) — український військовий та громадський діяч, старшина (офіцер) Запорозької гарматної бригади Армії УНР; звання – поручник технічних військ Армії УНР.
Відповідно до українського законодавства є борцем за незалежність України у XX столітті, але не може бути нагороджений званням Герой України, бо не був громадянином України.

## Життєпис
Закінчив Гайворонську гімназію в 1914 році. 4 семестри навчався на математичному відділі математично-фізичного факультету, Петербурзького університету. В подальшому став членом Петербурзької спілки студентів-українців. З 1916 року воював на фронтах Першої світової війни.В подальшому приєднався до лав армії УНР. Так в списку старшин (офіцерів) армії УНР які були зараховані на дійсну військову службу є згадка і про О.Артеміїва як хорунжого технічних військ, а згодом поручника.

19 жовтня 1922 року звернувся до ректорату УГА з проханням прийняти його. У “Curriculum vitae” писав:
“Під час Центральної Ради й гетьмана служив у повітовім земстві. З початку повстання проти гетьмана був в Українській Армії (запорізька артилерійська бригада), з якою перейшов до Польщі. В 1921 році перебрався до Чехії, де з грудня 1921 року по 15 червня 1922 року був на Підкарпатській Україні, де провадив культурну працю (служив у чесько-українській крамниці, в трупі М. К. Садовського три місяці)”. У листі від 12 квітня 1927 р. до деканату просив продовжити стипендію до вересня, бо від 27 січня хворіє (неврастенія, хронічний гастрит, хронічний коліт, карбункул на коліні лівої ноги та інші недуги). 26 квітня 1927 р. звернувся до деканату видати довідку для поїздки в Болгарію."
Останній документ в особовій справі від 15 жовтня 1927 р. – прохання позичити гроші на лікування. Диплома у його приватній справі немає, тому можна припустити що навчання він не закінчив.
Подальша доля невідома.

## Рекомендована література
- ЦДАВО України. Ф.3795. Оп.1. Спр.651